# Un eroe dei nostri tempi
Un eroe dei nostri tempi är en italiensk komedifilm från 1955 i regi av Mario Monicelli.

## Rollista i urval
- Alberto Sordi - Alberto Menichetti
- Franca Valeri - änkan De Ritis
- Giovanna Ralli - Marcella
- Tina Pica - Clotilde
- Mario Carotenuto - Gustavo
- Leopoldo Trieste - Aurelio
- Alberto Lattuada - direktören
- Carlo Pedersoli - Fernando
- Pina Bottin - sekreteraren
- Mino Doro - professor Bracci
- Jone Frigerio - den gamla damen